# David di Donatello 2025
La 70a edició dels premis David di Donatello 2025, presentada per l'Acadèmia del Cinema Italià va tenir lloc als Estudis Cinecittà, el 7 de maig de 2025, per homenatjar les millors pel·lícules italianes del 2023. Va ser presentada per l’actriu Elena Sofia Ricci i el cantant Mika, i retransmesa per la RAI.
El 6 de febrer de 2025 fou anunciada la llista curta de les diferents categories (introduïdes per la primera volta), mentre que el 7 d'abril foren anunciades les candidatures.
La pel·lícula més premiada va ser Vermiglio de Maura Delpero, guanyadora de 7 David. Le Déluge va rebre 4 David, mentre que les obres Gloria! i L'arte della gioia van obtenir 3 estatuetes; seguides de les pel·lícules Berlinguer - La grande ambizione i Napoli - New York amb 2 victòries. Les pel·lícules Familia i Diamanti van guanyar cadascuna un David.
El premi a la millor pel·lícula internacional va ser assignat a la pel·lícula Anora de Sean Baker.
Durant la nit, els directors Pupi Avati van rebre el David alla carriera i Giuseppe Tornatore amb el Premi Especial Cinecittà, mentre que Timothée Chalamet i Ornella Muti van rebre el David speciale. Durant la cerimònia anual, celebrada al matí al Palau del Quirinal amb presència de tots els candidats, el president de la República Sergio Mattarella també va rebre el David especial.
Amb motiu del 70è aniversari del Premi David di Donatello, es publica el llibre David di Donatello. I segreti di otto anni di premi, en diàleg amb Alberto Crespi, Roma, 2025, Edizioni Sabinae.

## Guanyadors i nominats

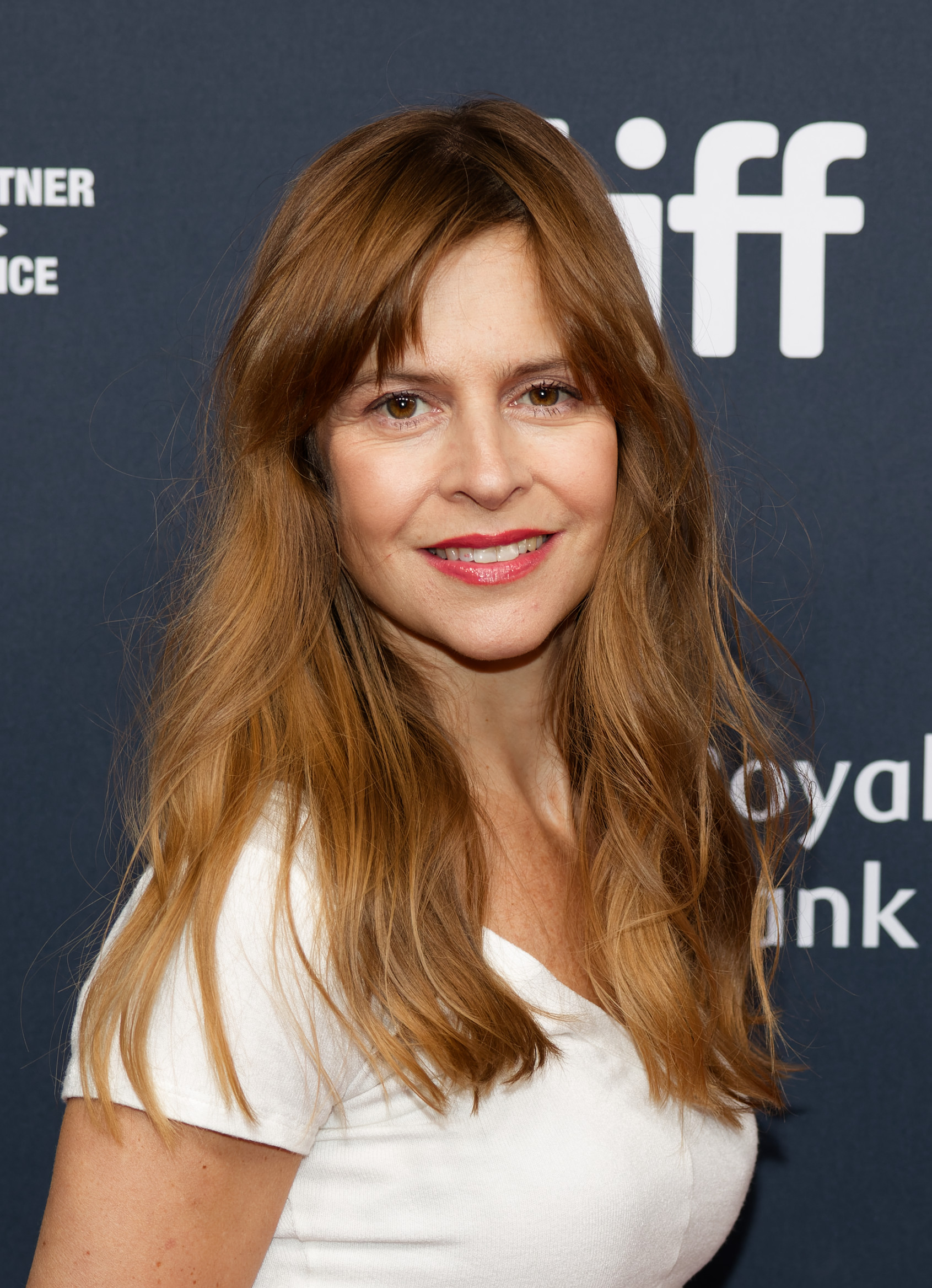
Maura Delpero, guanyadora del premi al millor director i millor guió original

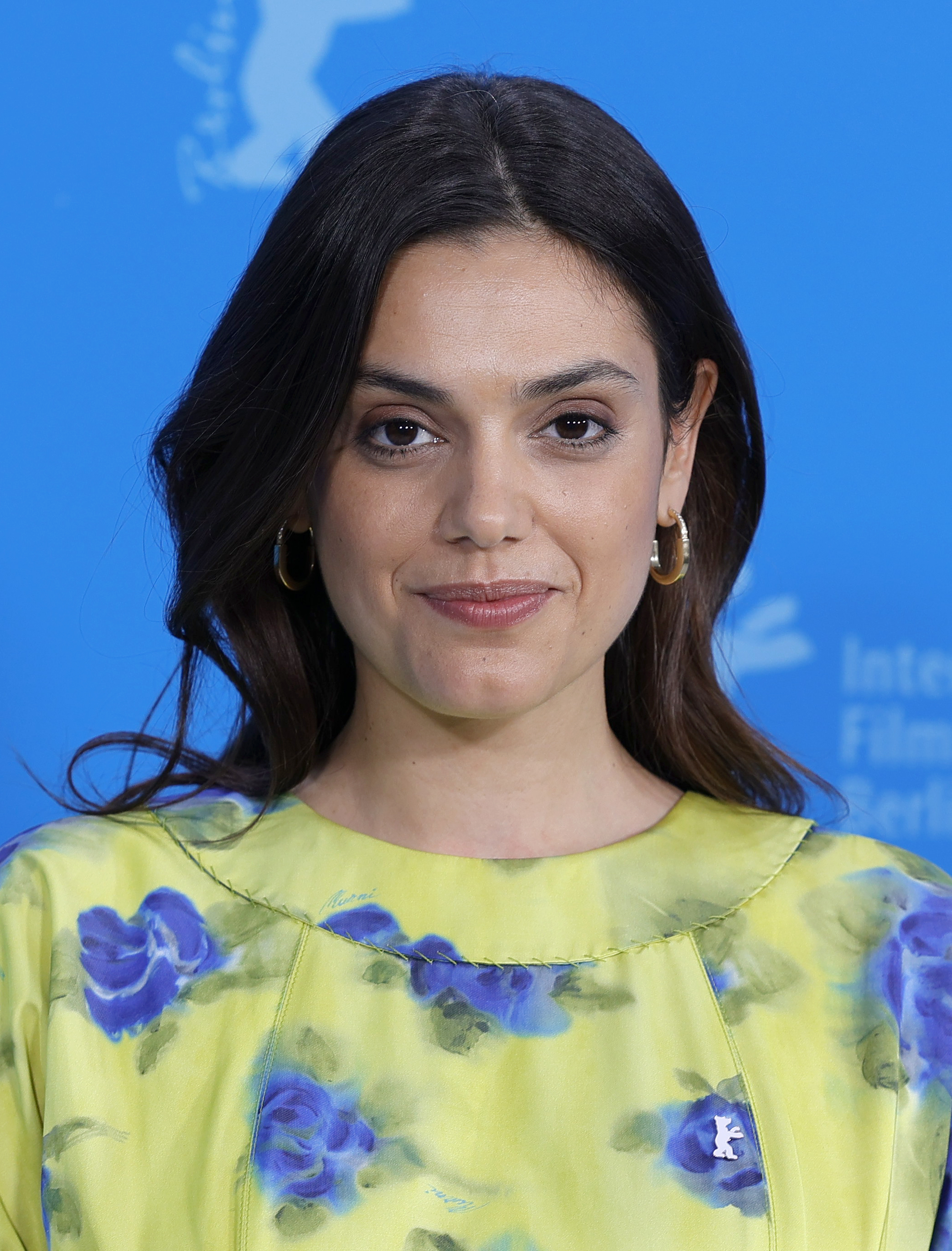
Margherita Vicario, guanyadora del premi a millor compositor, millor debut com a directora i millor cançó original

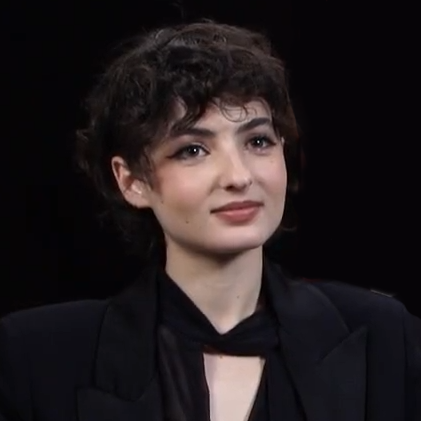
Tecla Insolia, guanyadora del premi a la millor actriu

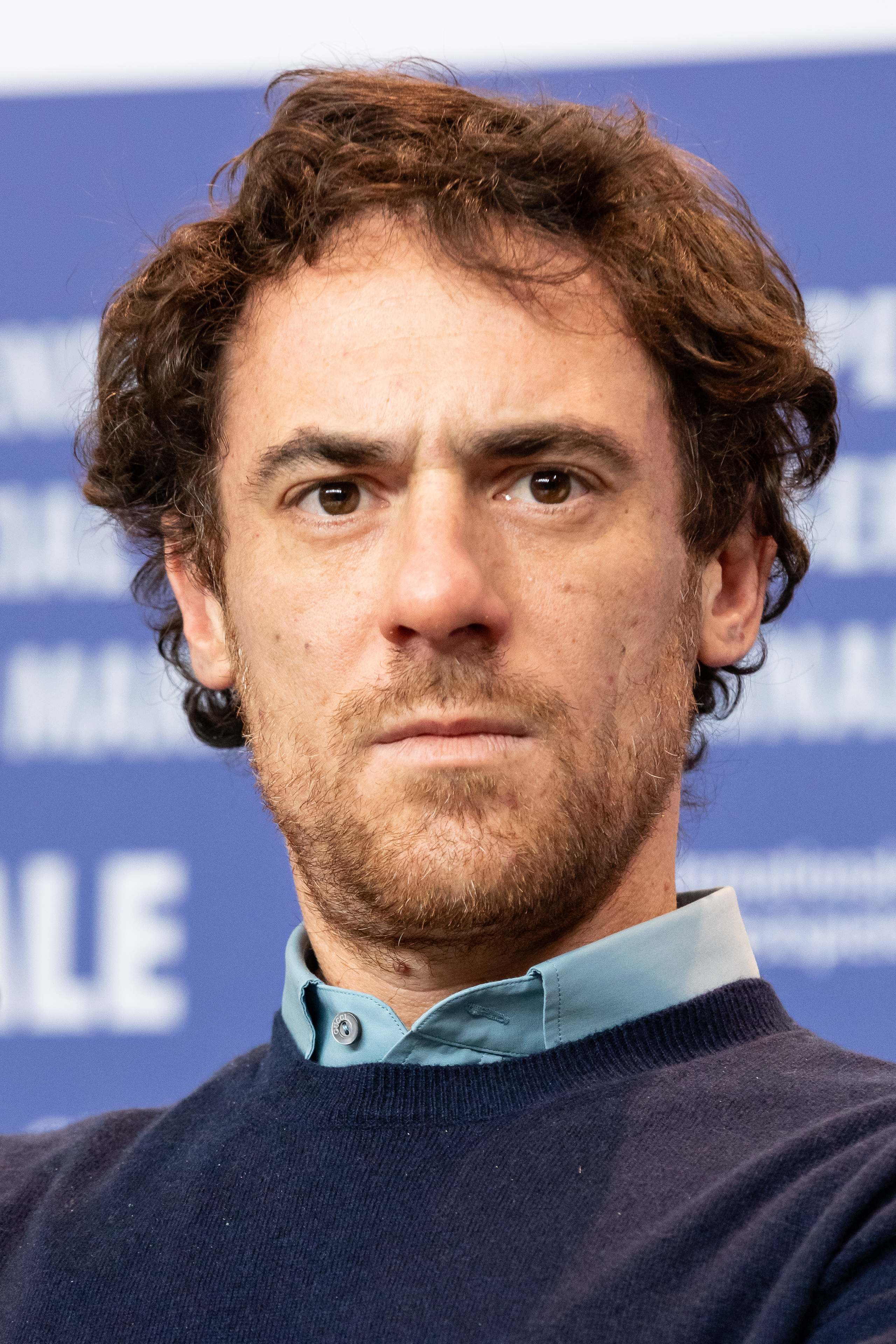
Elio Germano, guanyador al millor actor

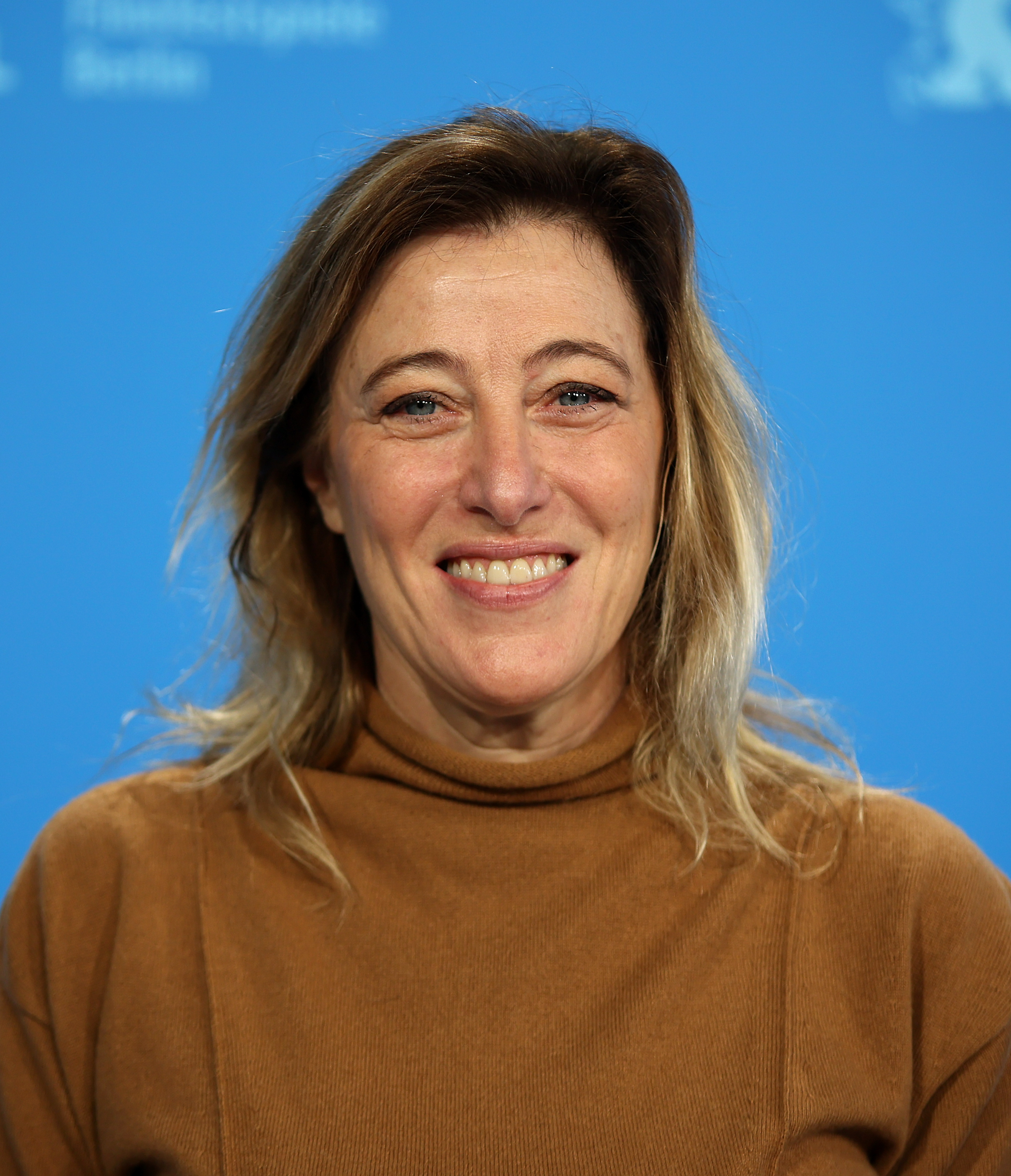
Valeria Bruni Tedeschi, guanyadora a la millor actriu secundària

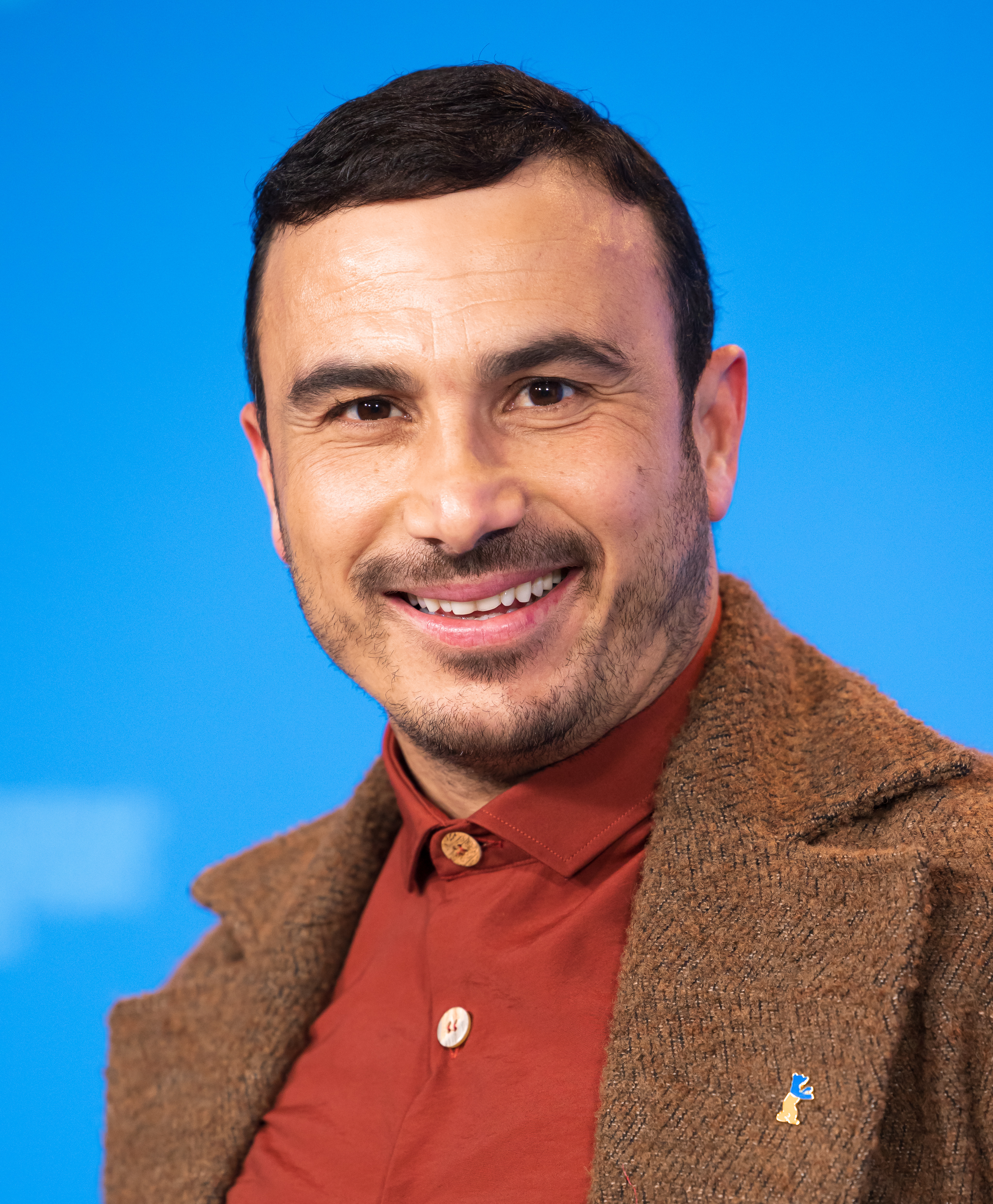
Francesco Di Leva, guanyador al millor actor secundari

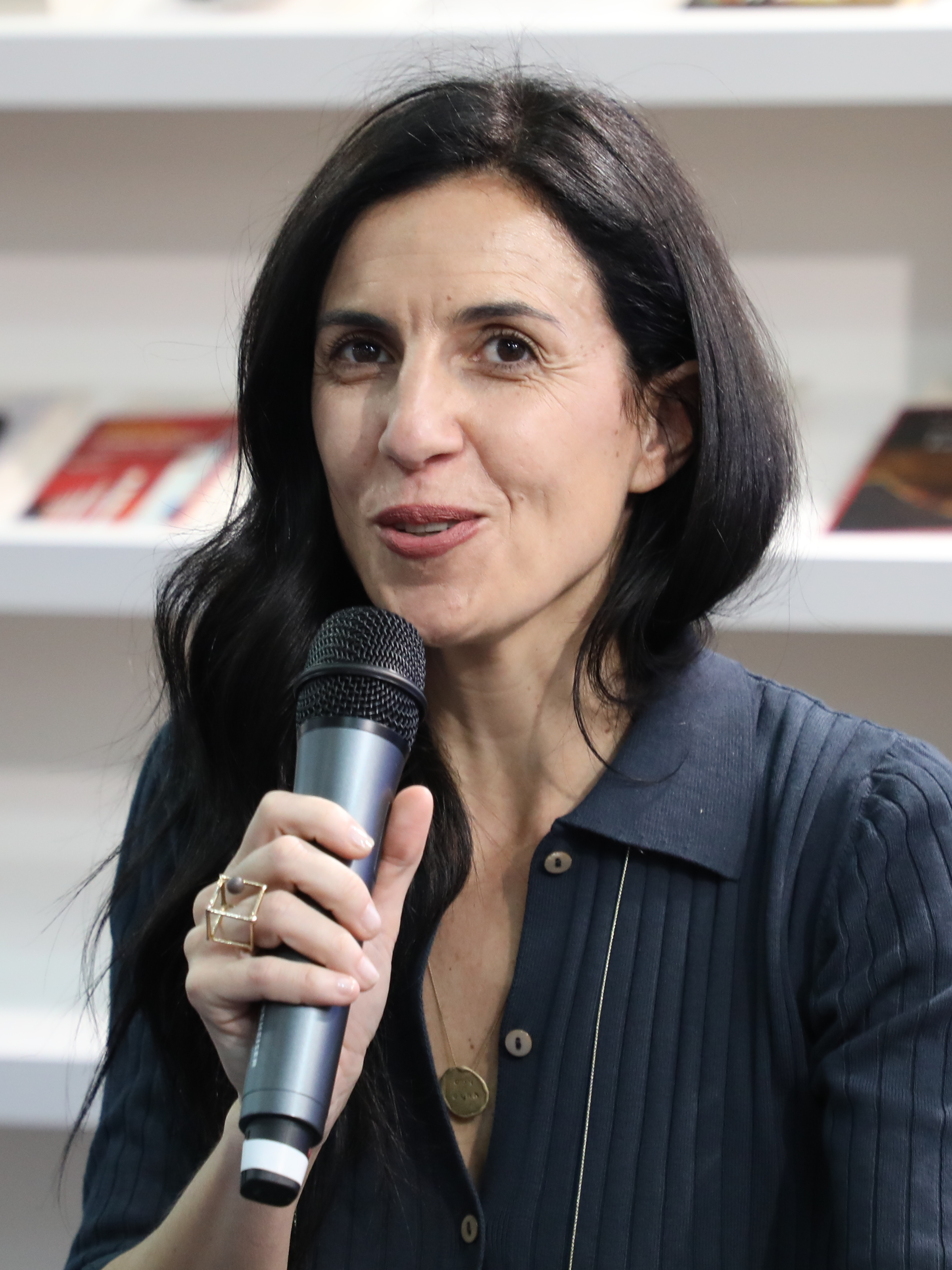
Francesca Mannocchi, guanyadora al millor documental

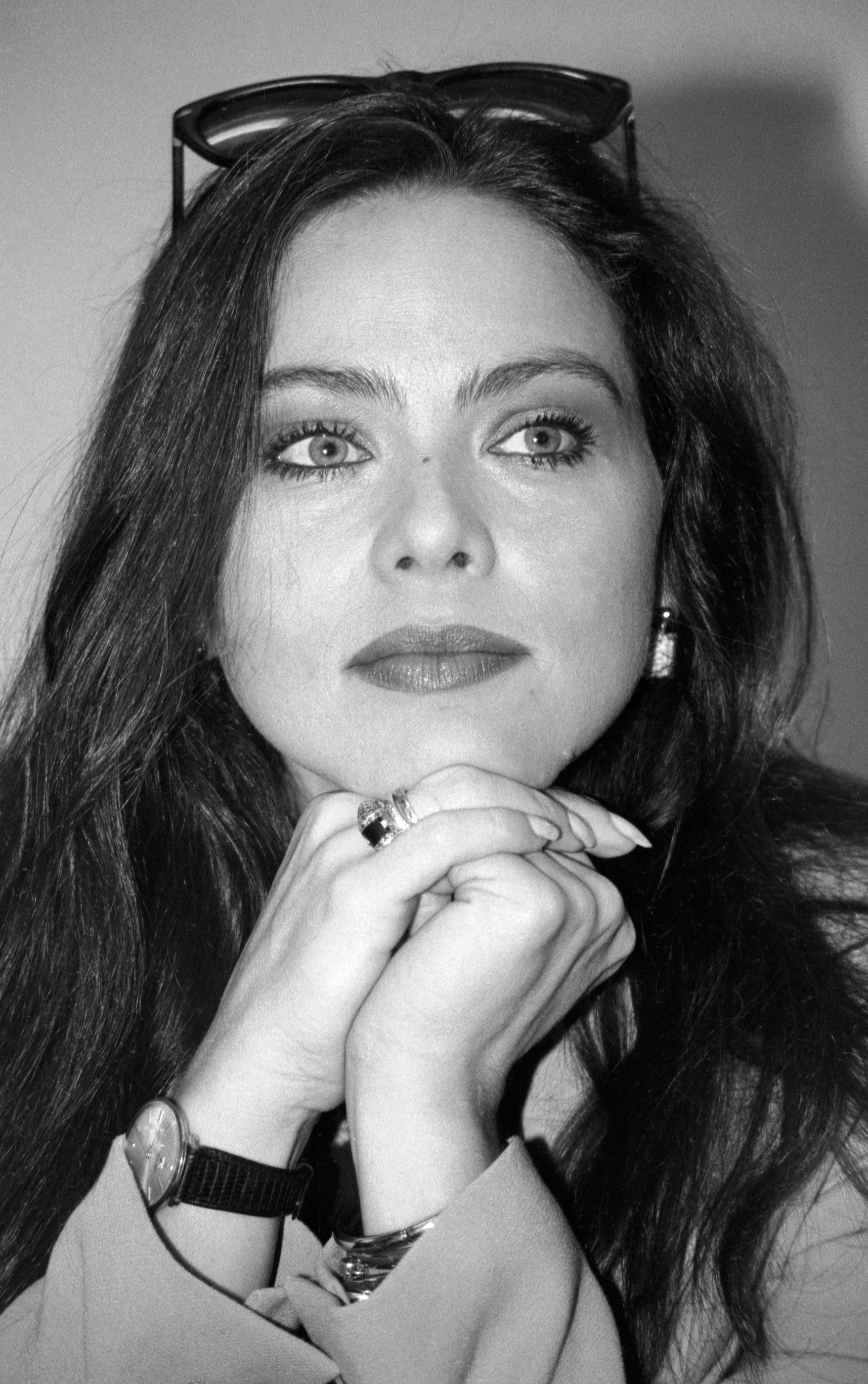
Ornella Muti, guanyadora del David especial

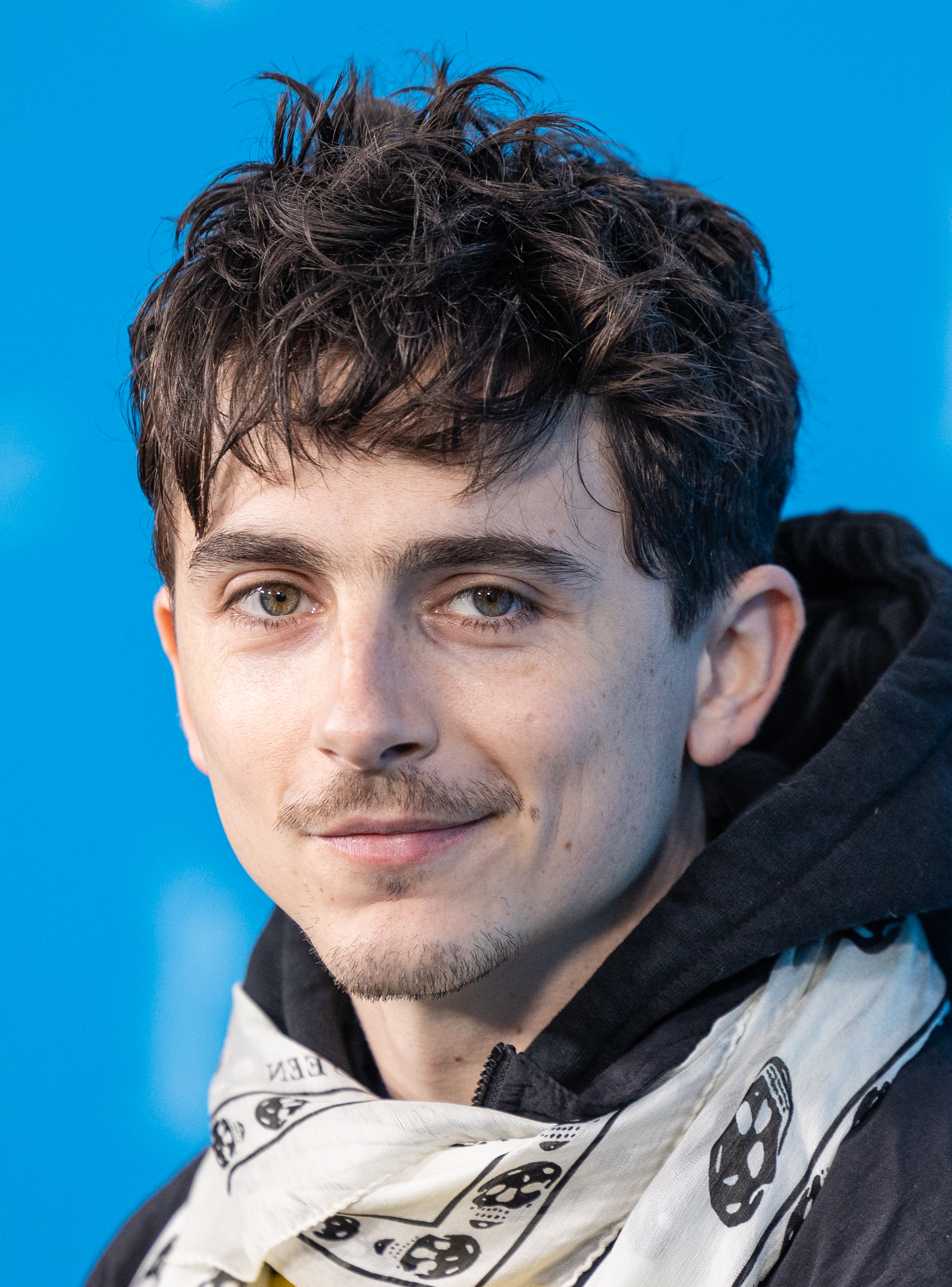
Timothée Chalamet, guanyadora del David especial

Els guanyadors s'enumeren primer, es destaquen en negreta i s'indiquen amb una doble daga ()
| Millor pel·lícula - Vermiglio, dirigida per Maura Delpero - Berlinguer - La grande ambizione, dirigida per Andrea Segre - Il tempo che ci vuole, dirigida per Francesca Comencini - L'arte della gioia, dirigida per Valeria Golino - Parthenope, dirigida per Paolo Sorrentino                                                    | Millor productor - Francesca Andreoli, Leonardo Guerra Seràgnoli, Santiago Fondevila Sancet, Maura Delpero per Cinedora, amb Rai Cinema en co·laboració con Charades (coproducció amb França) i Versus (coproducció amb Bèlgica) – Vermiglio - Amb Rai Cinema en co·laboració amb Joseph Rouschop per Tarantula, Martichka Bozhilova per Agitprop, Marta Donzelli i Gregorio Paonessa per Vivo Film, Francesco Bonsembiante per Jolefilm – Berlinguer - La grande ambizione - Alessandro Elia i Walter De Majo per Anemone Film, Andrea Leone i Antonella De Martino per Mosaicon Film, Gaetano Di Vaio i Giovanna Crispino per Bronx Film, Santo Versace i Gianluca Curti per Minerva Pictures – Ciao bambino - en co·laboració amb Katrin Renz per Tellfilm, Valeria Jamonte, Manuela Melissano i Carlo Cresto-Dina per Tempesta – Gloria! - en co·laboració con Alessandra Stefani, Lorenzo Cioffi, Giorgio Giampà i Nanni Moretti – Vittoria |
| Millor director - Maura Delpero – Vermiglio - Andrea Segre – Berlinguer - La grande ambizione - Francesca Comencini – Il tempo che ci vuole - Valeria Golino – L'arte della gioia - Paolo Sorrentino – Parthenope | Millor director novell - Margherita Vicario – Gloria! - Edgardo Pistone – Ciao bambino - Loris Lai – I bambini di Gaza - Sulle onde della libertà - Gianluca Santoni – Io e il Secco - Neri Marcorè – Zamora |
| Millor actor - Elio Germano – Berlinguer - La grande ambizione - Francesco Gheghi – Familia - Fabrizio Gifuni – Il tempo che ci vuole - Silvio Orlando – Parthenope - Tommaso Ragno – Vermiglio | Millor actriu - Tecla Insolia – L'arte della gioia - Barbara Ronchi – Familia - Romana Maggiora Vergano – Il tempo che ci vuole - Celeste Dalla Porta – Parthenope - Martina Scrinzi – Vermiglio |
| Millor actor no protagonista - Francesco Di Leva – Familia - Roberto Citran – Berlinguer - La grande ambizione - Guido Caprino – L'arte della gioia - Pierfrancesco Favino – Napoli - New York - Peppe Lanzetta – Parthenope | Millor actriu no protagonista] - Valeria Bruni Tedeschi – L'arte della gioia - Geppi Cucciari – Diamanti - Tecla Insolia – Familia - Jasmine Trinca – L'arte della gioia - Luisa Ranieri – Parthenope |
| Millor guió original - Maura Delpero – Vermiglio - Marco Pettenello i Andrea Segre – Berlinguer - La grande ambizione - Enrico Maria Artale – El paraíso - Anita Rivaroli e Margherita Vicario – Gloria! - Francesca Comencini – Il tempo che ci vuole - Paolo Sorrentino – Parthenope                                             | Millor guió adaptat - Valeria Golino, Luca Infascelli, Francesca Marciano, Valia Santella i Stefano Sardo – L'arte della gioia - Gianni Amelio i Alberto Taraglio – Campo di battaglia - Adriano Chiarelli, Francesco Costabile e Vittorio Moroni – Familia - Roberto Proia – Il ragazzo dai pantaloni rosa - Gabriele Salvatores – Napoli - New York |
| Millor fotografia - Michail Kričman – Vermiglio - Luan Amelio Ujkaj – Campo di battaglia - Matteo Cocco – Dostoevskij - Daniele Ciprì – Hey Joe - Fabio Cianchetti – L'arte della gioia - Daria D'Antonio – Parthenope | Millor escenografia - Tonino Zera, Carlotta Desmann i Maria Grazia Schirripa – Le Déluge - Alessandro Vannucci i Laura Casalini – Berlinguer - La grande ambizione - Luca Merlini i Giulietta Rimoldi – L'arte della gioia - Carmine Guarino e Iole Autero – Parthenope - Pirra, Vito Giuseppe Zito i Sara Pergher – Vermiglio |
| Millor músic - Margherita Vicario i Davide Pavanello – Gloria! - Iosonouncane – Berlinguer - La grande ambizione - Thom Yorke – Confidenza - Colapesce – Iddu - L'ultimo padrino - Nicola Piovani – Il treno dei bambini | Millor cançó original - Aria! (música i lletra de Margherita Vicario, Davide Pavanello, Edwyn Roberts, Andrea Bonomo i Gianluigi Fazio, interpretació de Margherita Vicario) – Gloria! - Knife Edge (música, lletra i interpretació de Thom Yorke) – Confidenza - Diamanti (música de Giuliano Taviani i Carmelo Travia, lletra i interpretació de Giorgia) – Diamanti - Atoms (música i lletra de Valerio Vigliar, interpretació de Greta Zuccoli) – Familia - La malvagità (música, lletra i interpretació di Colapesce) – Iddu - L'ultimo padrino |
| Millor muntatge - Jacopo Quadri – Berlinguer - La grande ambizione - Walter Fasano – Dostoevskij - Giogiò Franchini – L'arte della gioia - Cristiano Travaglioli – Parthenope - Luca Mattei – Vermiglio | Millor so - Dana Farzanehpour, Hervé Guyader i Emmanuel de Boissieu – Vermiglio - Alessandro Palmerini, Marc Bastien, Vincent Grégorio i Franco Piscopo – Berlinguer - La grande ambizione - Emanuele Cicconi, Alessandro Feletti, Alessandro Giacco i Marco Falloni – Campo di battaglia - Xavier Lavorel, Daniela Bassani, Francois Wolf i Maxence Ciekawy – Gloria! - Emanuele Cecere, Silvia Moraes, Mirko Perri i Michele Mazzucco – Parthenope |
| Millor vestuari - Massimo Cantini Parrini – Le Déluge - Mary Montalto – Gloria! - Maria Rita Barbera – L'arte della gioia - Carlo Poggioli – Parthenope - Andrea Cavalletto – Vermiglio | Millors efectes especials - Víctor Pérez – Napoli - New York - Tristan Lilien i Michel Denis – Berlinguer - La grande ambizione - Francesco Niolu i Rodolfo Migliari – L'arte della gioia - Fabio Tomassetti i Daniele Tomassetti – Limonov - Rodolfo Migliari i Lena Di Gennaro – Parthenope |
| Millor maquillatge - Alessandra Vita i Valentina Visintin – Le Déluge - Sara Morlando, Rossella Sicignano, Leonardo Cruciano i Viola Moneta – Berlinguer - La grande ambizione - Maurizio Fazzini – L'arte della gioia - Paola Gattabrusi i Lorenzo Tamburini – Parthenope - Frédérique Foglia – Vermiglio                         | Millor perruqueria - Aldo Signoretti i Domingo Santoro – Le Déluge - Desiree Corridoni – Berlinguer - La grande ambizione - Marta Iacoponi i Carla Indoni – Gloria! - Marco Perna – Parthenope - Tiziana Argiolas – Vermiglio |
| Millor documental - Lirica Ucraina, dirigida per Francesca Mannocchi - Duse, The Greatest, dirigida per Sonia Bergamasco - Il cassetto segreto, dirigida per Costanza Quatriglio - L'occhio della gallina, dirigida per Antonietta De Lillo - Prima della fine. Gli ultimi giorni di Enrico Berlinguer, dirigida per Samuele Rossi | Millor curtmetratge - Domenica sera, dirigida per Matteo Tortone - La confessione, dirigida per Nicola Sorcinelli - La ragazza di Praga, dirigida per Andree Lucini - Majonezë, dirigida per Giulia Grandinetti - The Eggregores' Theory, dirigida per Andrea Gatopoulos |
| Millor pel·lícula internacional - Anora ) – dirigida per Sean Baker - Conclave (/ ) – dirigida per Edward Berger - Juror No. 2 ) – dirigida per Clint Eastwood - La zona d'interès (/ ) – – dirigida per Jonathan Glazer - Perfect Days (/ ) – dirigida per Wim Wenders                                                            | David Giovani - Napoli - New York, dirigida per Gabriele Salvatores - Berlinguer - La grande ambizione, dirigida per Andrea Segre - Familia, dirigida per Francesco Costabile - Il ragazzo dai pantaloni rosa, dirigida per Margherita Ferri - Il tempo che ci vuole, dirigida per Francesca Comencini |
| Millor càsting - Vermiglio – Maurilio Mangano i Stefania Rodà - L'arte della gioia – Anna Maria Sambucco i Francesco Vedovati - Familia – Anna Pennella - Gloria! – Massimo Appolloni - Berlinguer - La grande ambizione – Stefania De Santis                                                                                      | David especial - Pupi Avati – David a la carrera - Ornella Muti – David especial - Timothée Chalamet – David especiae - Giuseppe Tornatore – David especial - Sergio Mattarella – David especial |
| David dels Espectadors - Diamanti, de Ferzan Özpetek – 2.222.126 espectadors | David Rivelazioni Italiane - Federico Cesari - Celeste Dalla Porta - Carlotta Gamba - Matteo Oscar Giuggioli - Tecla Insolia - Emanuele Palumbo |